# 角三葉尺蛾
角三葉尺蛾（学名：Sauris angulosa）为尺蛾科三葉尺蛾屬下的一个种。